# Низинское сельское поселение

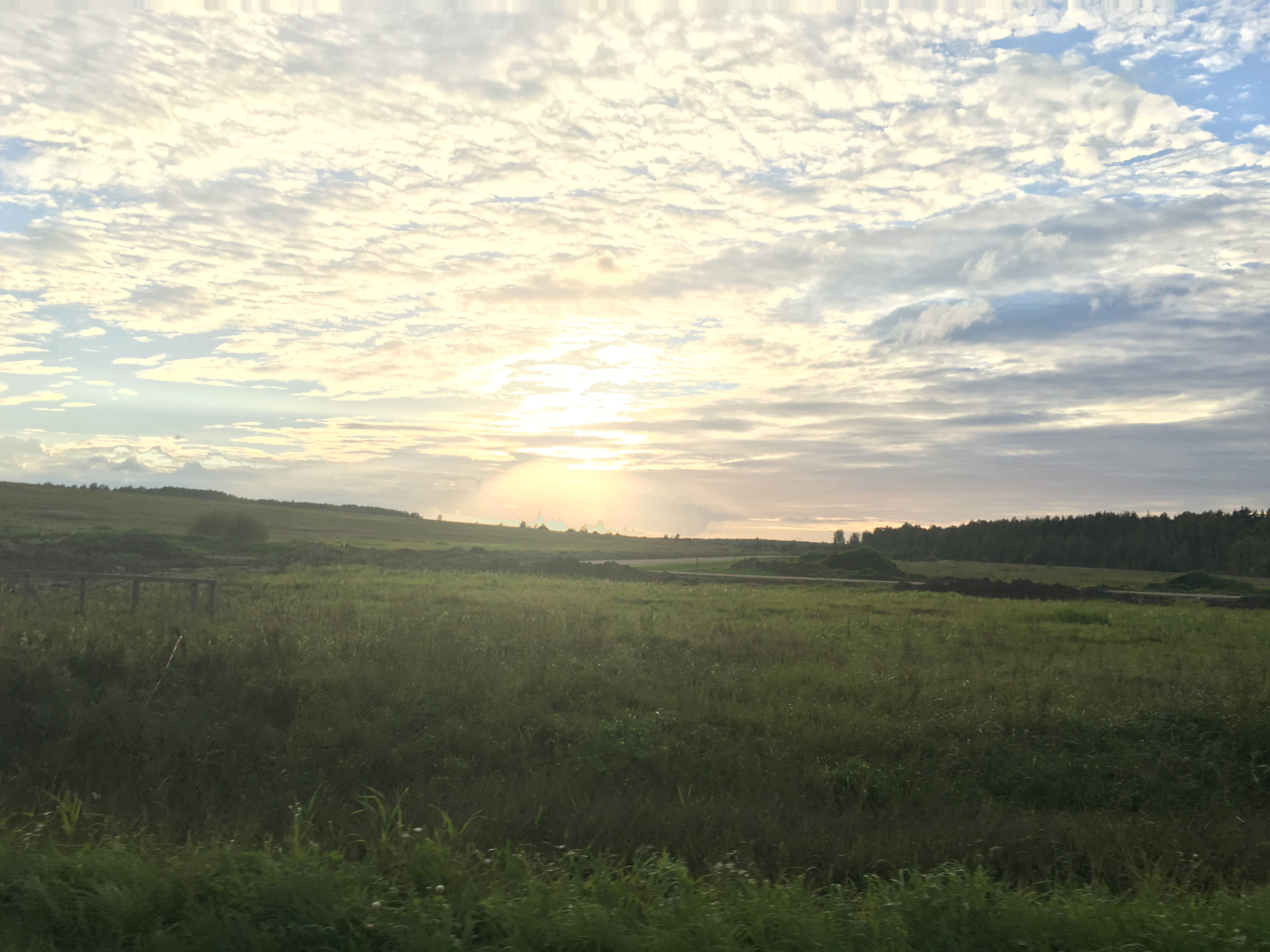
Ропшинское шоссе. 2016 год

Ни́зинское се́льское поселе́ние — муниципальное образование в Ломоносовском районе Ленинградской области.
Административный центр — деревня Низино.
Глава поселения — Дергачева Нина Анатольевна, глава администрации — Клухина Елена Викторовна.

## Географическое положение
Территориально расположено у южной границы города Петергоф, что сказывается на правовом статусе многих площадей в поселении.
По территории поселения проходят автодороги:
- А118 (Кольцевая автомобильная дорога вокруг Санкт-Петербурга)
- 41К-138 (Ропша — Марьино)
- 41К-247 (Новый Петергоф — Сашино)
- 41К-623 (Марьино — Сашино)

Расстояние от административного центра поселения до районного центра — 11 км.
Поселение находится на южном побережье Финского залива, через него протекает Петергофский канал.

## История
После Октябрьской революции 1917 года в составе Ораниенбаумской волости Петергофского уезда был образован Бабигонский сельсовет с центром в деревне Сашино. 
1 августа 1927 года после ликвидации губерний, уездов и волостей Бабигонский сельсовет вошёл в состав вновь образованного Ораниенбаумского района Ленинградского округа Ленинградской области. 
В ноябре 1928 года в состав Бабигонского сельсовета включен Рапполовский сельсовет. 
С 1931 по 1939 год Бабигонский сельсовет обладал статусом финского национального сельсовета.
В 1933 году в состав Бабигонского сельсовета входило 19 населённых пунктов: Мишино, Ольгино, Костино, Кузнецы, Левдузи, Низино, Нотколово, Сашино I, Сашино II, Симагоны Б., Симагоны М., Темяшкино, Троицкая, Санино, Владимирово, Знаменская Колония, Князево, Лукшино, Мариино. 
В 1973 году центр Бабигонского сельсовета переведен в деревню Низино. 
18 января 1994 года постановлением главы администрации Ленинградской области № 10 «Об изменениях административно-территориального устройства районов Ленинградской области» Бабигонский сельсовет, также как и все другие сельсоветы области, преобразован в Бабигонскую волость.
С 1 января 2006 года в соответствии с областным законом Ленинградской области от 24 декабря 2004 года № 117-оз «Об установлении границ и наделении соответствующим статусом муниципального образования Ломоносовский муниципальный район и муниципальных образований в его составе» было образовано Низинское сельское поселение. В состав поселения вошла территория бывшей Бабигонской волости.

## Население
| 1990  | 1997  | 2002  | 2006  | 2010  | 2011  | 2012  |
| ----- | ----- | ----- | ----- | ----- | ----- | ----- |
| 3227  | ↗3928 | ↘3807 | ↗4000 | ↘3894 | ↗4019 | →4019 |
| 2013  | 2014  | 2015  | 2016  | 2017  | 2018  | 2019  |
| ↗4041 | ↗4057 | ↘4041 | ↘4030 | ↗4070 | ↗4255 | ↗4492 |
| 2020  | 2021  | 2023  | 2024  | 2025  |       |       |
| ↗4743 | ↘4600 | ↗4849 | ↗5136 | ↗5298 |       |       |

## Населённые пункты
В состав сельского поселения входят 10 населённых пунктов:
| №  | Населённый пункт | Тип населённого пункта          | Население    |
| -- | ---------------- | ------------------------------- | ------------ |
| 1  | Владимировка     | деревня                         | ↗90 (2017)   |
| 2  | Жилгородок       | посёлок                         | ↘721 (2017)  |
| 3  | Князево          | деревня                         | ↘48 (2017)   |
| 4  | Марьино          | деревня                         | ↘100 (2017)  |
| 5  | Низино           | деревня, административный центр | ↗2475 (2017) |
| 6  | Ольгино          | деревня                         | ↗91 (2017)   |
| 7  | Санино           | деревня                         | ↗212 (2017)  |
| 8  | Сашино           | деревня                         | ↗95 (2017)   |
| 9  | Троицкая Гора    | посёлок                         |              |
| 10 | Узигонты         | деревня                         | ↗157 (2017)  |

1 мая 2021 года в составе сельского поселения появился новый населённый пункт — посёлок Троицкая Гора, образованный распоряжением правительства РФ 11 ноября 2020 года.